# Лавуан, Марк
Марк Лавуан (фр. Marc Lavoine; род. 6 августа 1962) — французский певец и актёр.

## Биография
Родился в пригороде Парижа.
Свой первый альбом «Le Parking des Anges» Марк издал в 1985 году с песней «Les Yeux Revolver», ставшей очень популярной среди молодёжи. В 1987 году Лавуан издал свой второй альбом «Fabrique». Его сингл «Qu’Est-Ce Que T’Es Belle» был дуэтом с лидером группы Les Rita Mitsouko — Catherine Ringer. Третий альбом — «Les Amours Du Dimanche» — вышел в свет в 1989 году и был продан числом 300 000 экземпляров.

## Дискография

### Студийные альбомы
- 1985 — Marc Lavoine (Avrep)
- 1987 — Fabriqué (Avrep)
- 1989 — Les Amours du dimanche (Avrep)
- 1991 — Paris (Avrep)
- 1993 — Faux rêveur (Avrep)
- 1996 — Lavoine Matic (Avrep)
- 1999 — 7e ciel (Avrep)
- 2001 — Marc Lavoine (Mercury)
- 2005 — L’Heure d'été (Mercury)
- 2009 — Volume 10 (Mercury)
- 2012 — Je descends du singe (Barclay, Universal)

### Live-альбомы
- 1988 — Live (Avrep)
- 2003 — Olympia Deuxmilletrois (Mercury)

### Сборники
- 1995 — 85-95 (Avrep/RCA)
- 2001 — C’est ça Lavoine: L’essentiel (Avrep/RCA) 1984—1999
- 2007 — Les Duos de Marc (Universal)
- 2007 — Les Solos de Marc (Sony BMG)
- 2007 — La Collection de Marc (Universal)

### Синглы
- 1982 — Je n’sais même plus de quoi j’ai l’air
- 1983 — Pour une biguine avec toi
- 1985 — Elle a les yeux révolver
- 1985 — Tu me divises par deux
- 1986 — Le Parking des anges
- 1986 — Bascule avec moi
- 1987 — Même si
- 1987 — Le monde est tellement con
- 1988 — Qu’est-ce que t’es belle (совместно с Катрин Ринге́р[англ.])
- 1988 — Si tu veux le savoir
- 1989 — C’est la vie
- 1989 — Ami
- 1990 — Toutes mes excuses (chère amie)
- 1990 — Rue Fontaine
- 1990 — Je n’ai plus rien à te donner
- 1991 — Paris
- 1992 — L’amour de 30 secondes
- 1992 — Ça m’est égal
- 1992 — Fils de moi
- 1993 — Tu me suffiras
- 1994 — On ira jamais à Venise
- 1994 — Faux rêveur
- 1995 — Une Nuit sur son épaule (совместно с Вероник Сансон)
- 1995 — Reste sur moi
- 1996 — C’est ça la France
- 1996 — Petit à petit feu
- 1997 — Les Hommes sont des femmes comme les autres (совместно с принцессой Эрикой[англ.])
- 1997 — Les Embouteillages
- 1998 — J’habite en jalousie
- 1998 — Adieu Camille (совместно с Жюли Депардьё)
- 1999 — Les Tournesols
- 1999 — Fais semblant
- 2000 — J’écris des chansons
- 2001 — Le pont Mirabeau
- 2001 — J’ai tout oublié (совместно с Кристин Марокко[англ.])
- 2002 — J’aurais voulu
- 2002 — Je ne veux qu’elle (совместно с Клер Кем)
- 2002 — Mucho embrasse moi
- 2003 — Dis-moi que l’amour (совместно с Бамбу[англ.])
- 2005 — Je me sens si seul
- 2005 — Toi, mon amour
- 2006 — Tu m’as renversé
- 2006 — J’espère (совместно с Quynh Anh)
- 2007 — J’ai confiance en toi / Me fido di te (с Жованотти[англ.])
- 2007 — Un ami (совместно с Флораном Паньи)
- 2009 — La semaine prochaine
- 2009 — Reviens mon amour
- 2010 — Rue des Acacias
- 2010 — Demande-moi
- 2010 — La grande amour (совместно с Валери Лемерсье)

## Фильмография
- 1984 — Frankestein 90
- 1994 — L’Enfer
- 1995 — Fiesta
- 1996 — Les Menteurs
- 1998 — Cantique de la racaille
- 1999 — Le double de ma moitié
- 2001 — Déception
- 2001 — My Wife Is an Actress
- 2002 — L’Homme de la riviera
- 2002 — Blanche
- 2003 — Les Clefs de bagnole
- 2003 — Le Cœur des hommes
- 2006 — Toute la beauté du monde
- 2007 — Le Cœur des hommes 2
- 2007 — Si c'était lui…
- 2009 — Celle que j’aime
- 2009 — Liberté
- 2009 — 100 visages
- 2009 — Muchachos
- 2009 — Non stop
- 2009 — Les Meilleurs Amis du monde